# Sant'Albino (Montepulciano)

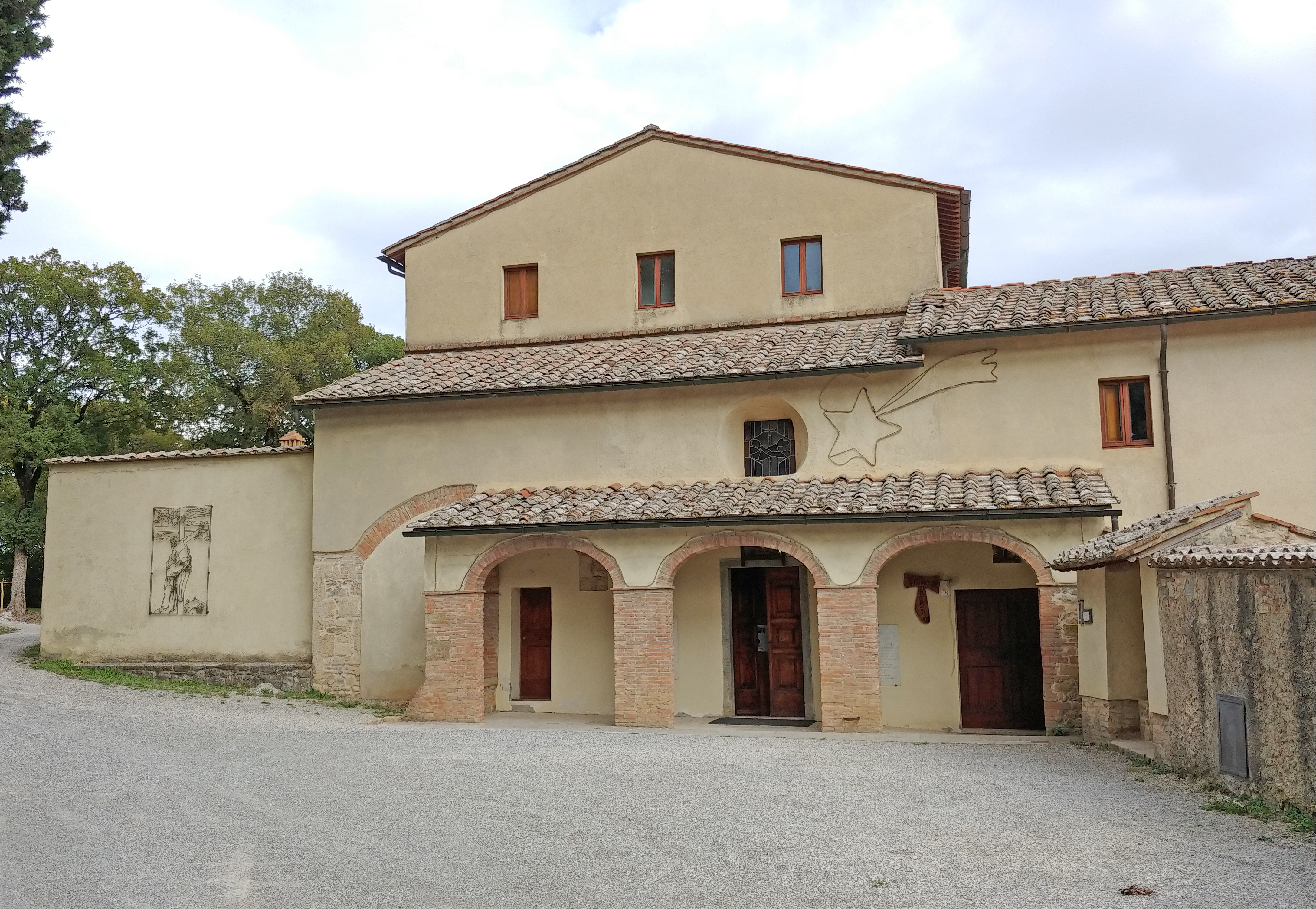
L'eremo della Maddalena

Sant'Albino è una frazione del comune italiano di Montepulciano, nella provincia di Siena, in Toscana.
Situata a circa 5 km dal capoluogo, si trova a 480 m s.l.m., sulla strada per Chianciano Terme.

## Storia
Situata a valle dei monti della Maddalena, la frazione era conosciuta anticamente come Sant'Albino in Parcia, per la presenza del torrente Parce che lo attraversa. Ne furono signori i Del Pecora, conti di Valiano, e successivamente la famiglia dei nobili Contucci di Montepulciano. La frazione è nota per la presenza della cosiddetta acqua puzzola di Sant'Albino, una sorgente di acqua sulfurea di cui parlò lo scienziato Leonardo Di Capua già nel XVII secolo. Nel 1833 Antonio Targioni Tozzetti pubblicò il libro Delle acque minerali di Chianciano, in cui queste sorgenti erano esaminate. Territorio ricco anche di cave, da qui fu ricavato il travertino per la costruzione in epoca moderna del quartiere di San Biagio a Montepulciano. Inoltre, presso Sant'Albino, è stato rinvenuto nel XVIII secolo un tempio ipogeo etrusco con statua sacerdotale. Ciò è confermato da Emanuele Repetti nel suo Dizionario Geografico Fisico Storico della Toscana dove ricorda la presenza in loco di un antico casale denominato ad Statuas proprio per la presenza di queste statue votive rinvenute nelle vicinanze.

## Monumenti e luoghi d'interesse
Chiesa di Sant'Albino
Sede dell'omonima parrocchia appartenente alla diocesi di Montepulciano-Chiusi-Pienza, venne edificata nel XIV secolo e successivamente modificata. La facciata è a capanna, con blocchi squadrati di pietra locale, e presenta un portale con lunetta ad arco e un rosone circolare strombato. L'interno, in stile barocco, è a navata unica di tre campate con volta a vela; sugli altari laterali vi sono le tele Addolorata tra i santi Agnese di Montepulciano e Niccolò (a sinistra, di autore ignoto) e Madonna del Rosario (a destra, realizzato nel 1800 da Antonio Feliciati); su quello maggiore, invece, una Madonna col Bambino tra i santi Albino e Lorenzo, di artista anonimo del XVIII secolo.
Eremo della Maddalena
Sull'omonimo monte, a sud-ovest del centro abitato, è il più antico convento dell'ordine dei frati minori cappuccini essendo stato fondato nel 1532 dal beato Francesco Cervini. La chiesa, dedicata a santa Maria Maddalena, è a navata unica con cappella laterale dedicata a san Giuseppe. L'altare maggiore è in legno con tabernacolo in marmi policromi; la pala raffigura la Madonna col Bambino e Santi, del XVI secolo. Il chiostro, a pianta quadrangolare, è circondato su tutti i lati da gallerie sorrette da pilastri in mattoni, e al centro ha una vera da pozzo con tettoia a doppio spiovente.
Villa Contucci
Sorge nel centro del paese, lungo la strada principale, e risale al XVIII secolo. Il complesso, oltre al corpo principale, comprende un ampio giardino all'italiana con limonaia, e la cappella gentilizia al cui interno si trova un altare barocco in stucco recante un'immagine della Madonna col Bambino e lo scapolare della Santissima Trinità.
Terme di Montepulciano
Moderno complesso termale realizzato nel 1966; sfrutta per la cura di determinate patologie le proprietà terapeutiche delle acque sulfuree che sgorgano ai piedi del colle della Maddalena.